# Richard Lucae
Johannes Theodor Volcmar Richard Lucae (Berlin, 1829. április 12. – Berlin, 1877. november 26.) német építész.

## Élete
A berlini építészeti akadémián tanult, 1859-ben építőmester, 1862-ben a berlini építészeti akadémia tanára, 1872-ben pedig igazgatója lett. Ezen kívül 1869-tól a kereskedelmi minisztérium építészeti ügyosztályában tanácsos és előadó volt. Eleinte csak a gazdag magánzók számára épített épületekben tüntethette ki tehetségét, mely a klasszikus finomságban és a stílszerű szigorúságban nyilvánult meg. Legnagyobb műve a Majna-Frankfurtban épült szinház, melynek akusztikája ugyan hiányos, de építészeti szempontból egyike a legremekebb alkotásoknak. Halála gátolta meg abban, hogy a charlottenburgi műszaki főiskolának reneszánsz stílusban tervezett monumentális épületét befejezhesse. Lucae érdeme az is, hogy a német építészetet a már kiaknázott görög stílusból átterelte a fejlődésre képesebb reneszánsz stílusba.